# 夜燈

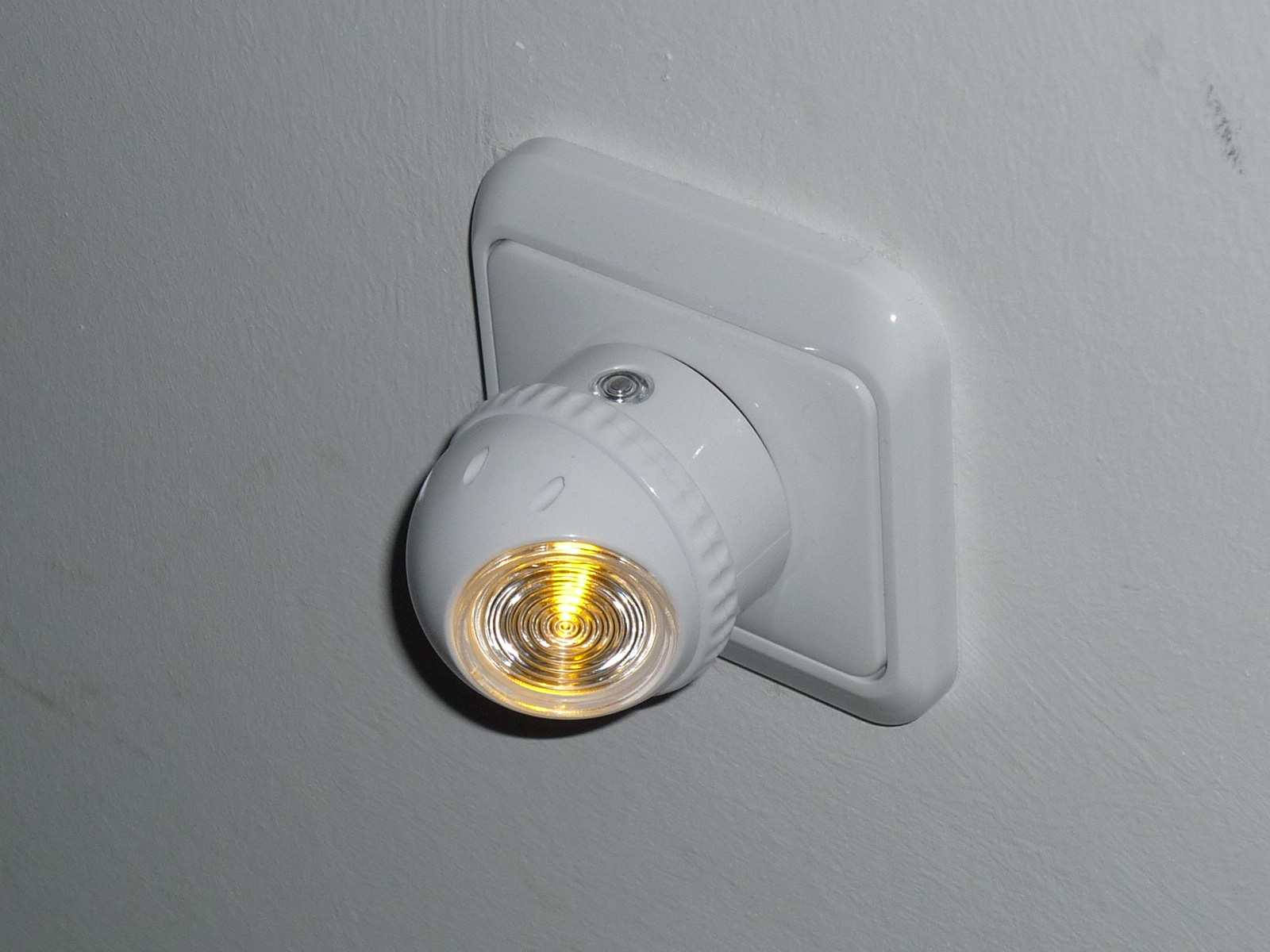

夜燈，是一種晚上睡眠時，或者是昏暗情況下所使用的燈。人們通常使用它是為了安全，晚間時對於兒童的保障尤其重要。

## 使用與文化
人們經常使用夜燈來提供光照的安全感，或者為了緩解恐懼症（恐懼黑暗），特別是在幼兒中。通過透露房間的總體佈局而不需要重新開啟大燈，避免被樓梯，障礙物或寵物絆倒，或標記緊急出口，夜燈也對公眾有益。出口標誌經常用traser的形式使用氚。房主可以將夜燈放在浴室中，以避免打開主燈具並使其眼睛適應光線。
一些頻繁的旅客攜帶小夜燈臨時安裝在他們的客房和浴室，以避免在陌生的夜間環境中絆倒或跌倒。老人學家建議使用夜燈防止跌倒，這可能對老年人構成威脅。
夜燈的低成本使得不同裝飾設計的擴散，一些具有超級英雄和幻想設計，而另一些具有小型發光盤的基本簡單性。

## 光源和變體

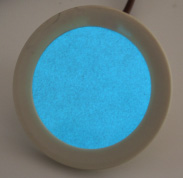
电致发光类夜灯

早期電氣夜燈使用小型白熾燈或小型霓虹燈提供光源，比使用明火的小型蠟燭要安全得多。霓虹燈版本消耗的能量很少，使用壽命長，但是有一些用戶喜歡和其他人覺得煩人的閃爍的傾向（讓人想起蠟燭）。在20世紀60年代，出現小型夜燈，其特徵在於發射軟綠色或藍色光的低功率電致發光面板;今天仍然有類似的燈。
一些夜燈包括一個光電管，當環境光線充分亮起時，它們可以關閉。其他設計還具有內置的被動紅外傳感器，用於檢測運動，只有當人在黑暗中通過時，才能開啟。隨著低成本LED的可用性，許多不同的變體已經可用，具有不同的顏色，有時自動或以用戶可控的方式改變。

## 安全隱患
美國消費品安全委員會報告說，它每年收到約10份報告，其中夜燈距离易燃材料过近是造成火災的主要原因。他們建議使用LED灯来代替一些舊產品中仍使用的4瓦或7瓦白熾燈泡。

## 潛在的健康問題和好處
賓夕法尼亞大學的一項研究表明，睡在燈光下或與夜間睡覺相關聯，兒童近視的發生率更高。然而，後來在俄亥俄州立大學的研究與之前的結論相矛盾。這兩項研究發表在“自然”雜誌上。
另一項研究表明，用光照射可以保護糖尿病患者的眼睛免受視網膜病變，這可能導致失明。但是，初步的研究還沒有確定。
有些人認為最佳睡眠光條件是完全黑暗的。如果在睡眠區域內使用夜燈，建議選擇淡黃色的燈光，以減少對睡眠週期的破壞性影響。此外，除了睡眠區域（如走廊，浴室或廚房）以外的其他地方，夜燈可能會有用，可以在不打開全光的同時進行夜間行走，同時保持黑暗的睡眠環境。